# Ann Coulter
Ann Hart Coulter (født 8. december 1961) er en amerikansk forfatter, klummeskribent, advokat og konservativ politisk kommentator.

### Klummer
- Ann Coulter column archive at Human Events articles at BNet Find Articles with advanced search (1998–2007)
- Ann Coulter column archive at Human Events (2002–) (use search feature)
- Ann Coulter column archive at National Review (2000–2001)
- Ann Coulter column archive Arkiveret 29. september 2013 hos  Wayback Machine at uExpress.com (1999–) [select headline archive]